# Corybas royenii
Corybas royenii är en orkidéart som beskrevs av Paul J. Kores. Corybas royenii ingår i släktet Corybas, och familjen orkidéer.
Artens utbredningsområde är Papua Nya Guinea. Inga underarter finns listade i Catalogue of Life.